# 浪花屋製菓
浪花屋製菓株式会社（なにわやせいか、英: Kakinotane-Naniwayaseika Co.,Ltd.）は、新潟県長岡市に本社を置く米菓製造企業。米菓「柿の種」を生み出した。
2023年（令和5年）6月1日に新潟県小千谷市の阿部幸製菓が設立する新会社に事業譲渡。新会社が「浪花屋製菓」の名称と全事業を引き継ぐことになり阿部幸製菓のグループ会社となった。

## 概要
1923年（大正12年）に創業者の今井與三郎が現在の長岡市四郎丸にせんべい屋として開業する。その頃、昔ながらのうるち米でせんべいを作っていた與三郎のもとに当時與三郎の店に取り引きで出入りしていた関西出身の青年が、もち米からあられを作る製法を教えたことがきっかけで「柿の種」の基礎を発案。独特のあの三日月型は、せんべい用の小判型の型を與三郎の妻が踏みつけて変形させたことから誕生したと伝えられている。
その後、試行錯誤を繰り返し、翌々年の1925年（大正14年）に大阪のあられ作りを指南した関西出身の青年に敬意を払い、屋号を浪花屋とし、柿の種を商品化。発売と同時に爆発的なヒットとなったといわれている。「柿の種」の名前の由来は、とある取引先の主人が「こんな歪んだ小判型はない。形は柿の種に似ている」といわれ、そのヒントから名付けられた。
1948年に浪花屋産業株式会社を設立。菓子の他にパンや食料品の製造も開始し本格的な食品メーカーに移行するが、翌1949年には浪花屋製菓に商号を変更し、以後米菓専業となる。
1969年には本社工場を長岡市学校町から同市の摂田屋へ移転した。
2023年（令和5年）2月には外山脩造賞を受賞した。
2023年6月1日に阿部幸製菓が設立する新会社に事業譲渡。新会社が「浪花屋製菓」の名称と、商品や工場、従業員も含めた全事業を引き継ぎ、阿部幸製菓のグループ会社となった。

## 主力商品
1961年、新潟のお土産としてベストセラーとなる「柿の種進物缶」の製造を開始。1999年には柿の種をチョコレートでコーティングした「柿チョコ」を発売している。
- 元祖 柿の種シリーズ
- 枝豆あられ（新潟県限定販売）
- 柿チョコシリーズ
- かきっ子揚げ
- サラピーナ
- 一口揚げ
- 七味ピー

## 沿革
- 1923年(大正12年) - 初代社長　今井與三郎、長岡市四郎丸にて個人創業。
- 1925年(大正14年) - 銘菓「柿の種」の基礎を完成。
- 1948年(昭和23年) - 浪花屋産業株式会社を設立。パン、菓子、食料品の製造及び製粉業を行う。
- 1949年(昭和24年) - 浪花屋製菓株式会社に社名変更、米菓専業となる
- 1953年(昭和28年) - 東京営業所を開設
- 1961年(昭和36年) - 工場を増築、増産体制に入る。「柿の種進物缶」を発売。
- 1969年(昭和44年) - 本社工場を長岡市学校町から現在地へ新築移転。一貫ライン化により増産体制を強化。
- 1972年(昭和47年) - 大阪営業所ならびに仙台営業所を開設。
- 1976年(昭和51年) - 本社工場を増築、排水処理施設完成。
- 1978年(昭和53年) - 本社倉庫増築。
- 1987年(昭和62年) - 東京営業所を支店に昇格、販売体制を強化。
- 1989年(平成元年) - 本社事務所棟増改築。
- 1994年(平成6年) - 「柿チョコ」を発売。
- 1995年(平成7年) - 営業機構を改革、東京支店を強化し仙台営業所機能を集約。
- 1998年(平成10年) - 環境対策として工場排水の長岡市公共下水道への接続完了。
- 2004年(平成16年) - 東京支店を戸田市に移転、営業体制を強化。工場仕込棟屋根改修、ボイラーを省エネ型に入替、新型給袋包装機導入。
- 2007年(平成19年) - 環境対策として燃料を都市ガスに全面切替、高速製袋包装機増設。
- 2008年(平成20年) - 新潟発ブランド物語「元祖浪花屋　柿の種のココロ」が恒文社より出版される
- 2009年(平成21年) - 環境対策としてフライヤー排気油煙分離装置設置。
- 2010年(平成22年) - 平煎窯増設直火焙煎能力を強化。
- 2011年(平成24年) - 安心安全な製品づくりを目指し食品放射能測定モニタを導入。3月よりNal(TI)シンチレーション検出器を使用し原材料米等の放射性物質の自主測定を開始。省エネ対策として工場包装棟屋根改修。
- 2023年(令和5年) - 阿部幸製菓株式会社グループ入り。